# Dartmouth (Nueva Escocia)
Dartmouth (/ˈdɑːrtməθ/ DART-məth (del micmac: Ponamogoatitjg) es una comunidad urbana canadiense situada en la ciudad de Halifax, capital de la provincia de Nueva Escocia. Ubicada al occidente se encuentra el puerto de Halifax. La ciudad es apodada la ciudad de los lagos, debido a la gran cantidad de estos situados en sus inmediaciones.
Dartmouth fue considerada una ciudad hasta el 1 de abril de 1996, en que el gobierno provincial de Nueva Escocia fusionó todos los municipios del condado de Halifax en uno solo, el Municipio de Halifax, que integra Halifax, Dartmouth y Bedford. Con 92 301 habitantes en 2016, mantiene sus señas características anteriores a la reordenación.

## Historia

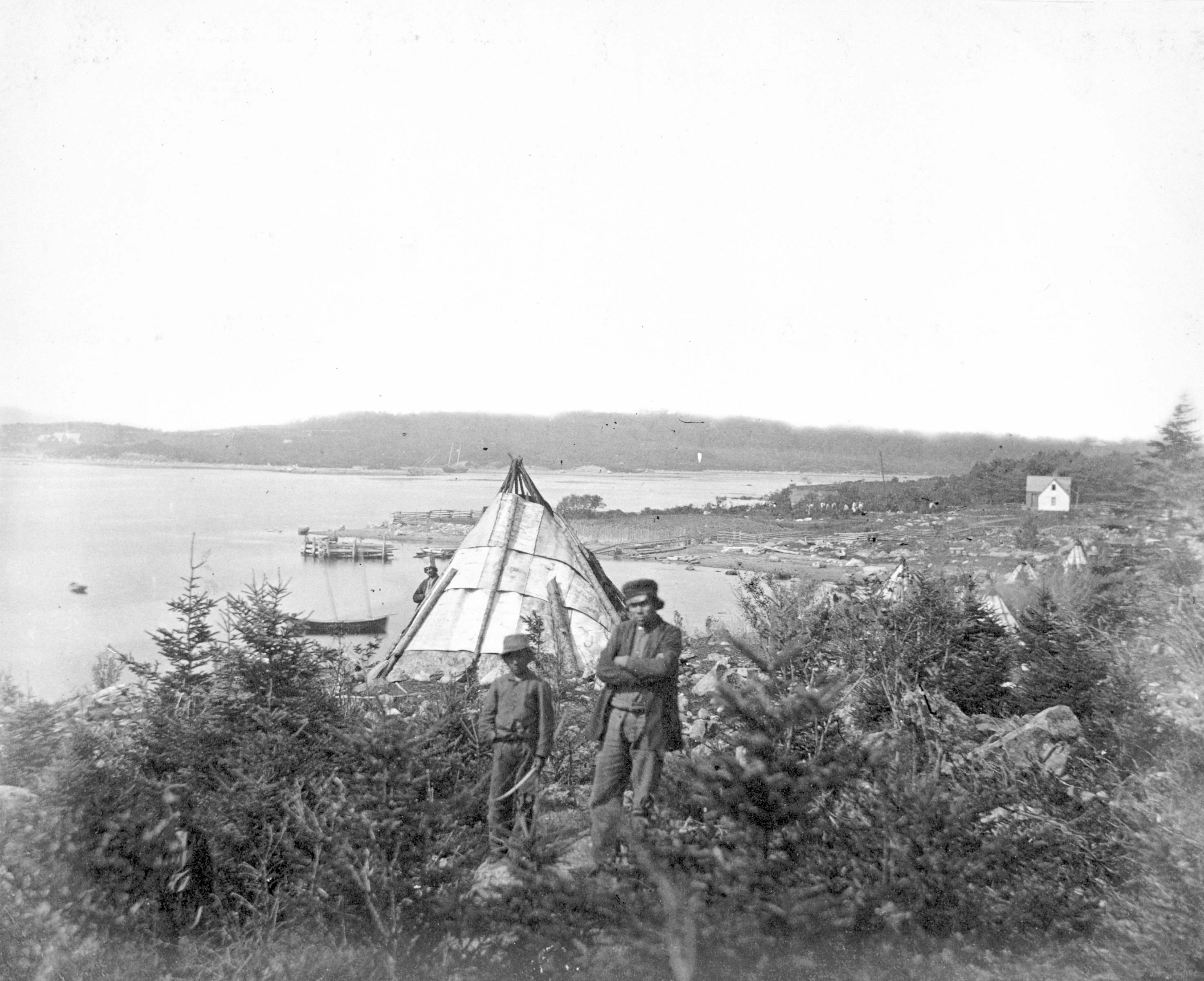
Nativos micmac en Tufts Cove, Nueva Escocia, hacia 1871.

La Guerra Anglo-Micmac (1749-1755) comenzó cuando el oficial británico Edward Cornwallis estableció el primer asentamiento regular en Halifax el 21 de junio de 1749. Al establecerse unilateralmente en Halifax, los británicos estaban violando los tratados anteriores con los micmac, que fueron firmados después de la Guerra Anglo-Wabanaki (1722-1725). Para protegerse de los ataques de los micmac, acadios y franceses sobre los nuevos asentamientos protestantes, los británicos erigieron fortificaciones en Halifax (1749), Dartmouth (1750), Bedford (Fort Sackville) (1751), Lunenburg (1753) y Lawrencetown (1754).
En 1750, el velero Alderney llegó con 151 inmigrantes. Los funcionarios municipales de Halifax decidieron que los recién llegados debían establecerse en el lado oriental del puerto de Halifax. Durante los primeros años, se produjeron hasta ocho incursiones acadias y micmac en el nuevo asentamiento británico, conocidos como la incursión en Dartmouth (1751).
El asentamiento original fue establecido en un área micmac llamada Ponamogoatitjg (Boonamoogwaddy), que ha sido traducido como "lugar de salmones", en referencia a los peces que eran habitualmente capturados en esta zona del puerto de Halifax. La comunidad recibió más tarde el nombre inglés de Dartmouth en honor a William Legge (1.er conde de Dartmouth) que era un exsecretario de Estado. En 1752, 53 familias integradas por 193 personas vivían en la comunidad.
Dartmouth fue inicialmente un aserradero y avanzada agrícola de Halifax. Sin embargo, a mediados del siglo XIX, creció, primero con la construcción del Canal de Shubenacadie y en mayor medida con el aumento de las empresas industriales de éxito en sus proximidades.
En 1873, Dartmouth fue constituida como ciudad y el ayuntamiento se estableció en 1877. En 1955, la ciudad fue ligada permanentemente a Halifax por el puente Angus L. Macdonald, que condujo a un rápido crecimiento suburbano. En 1970 se inauguró también el puente A. Murray MacKay, que fomentó el crecimiento comercial y residencial.
La ciudad fue disuelta el 1 de abril de 1996, cuando su gobierno fue unido en el Municipio Regional de Halifax.

## Economía

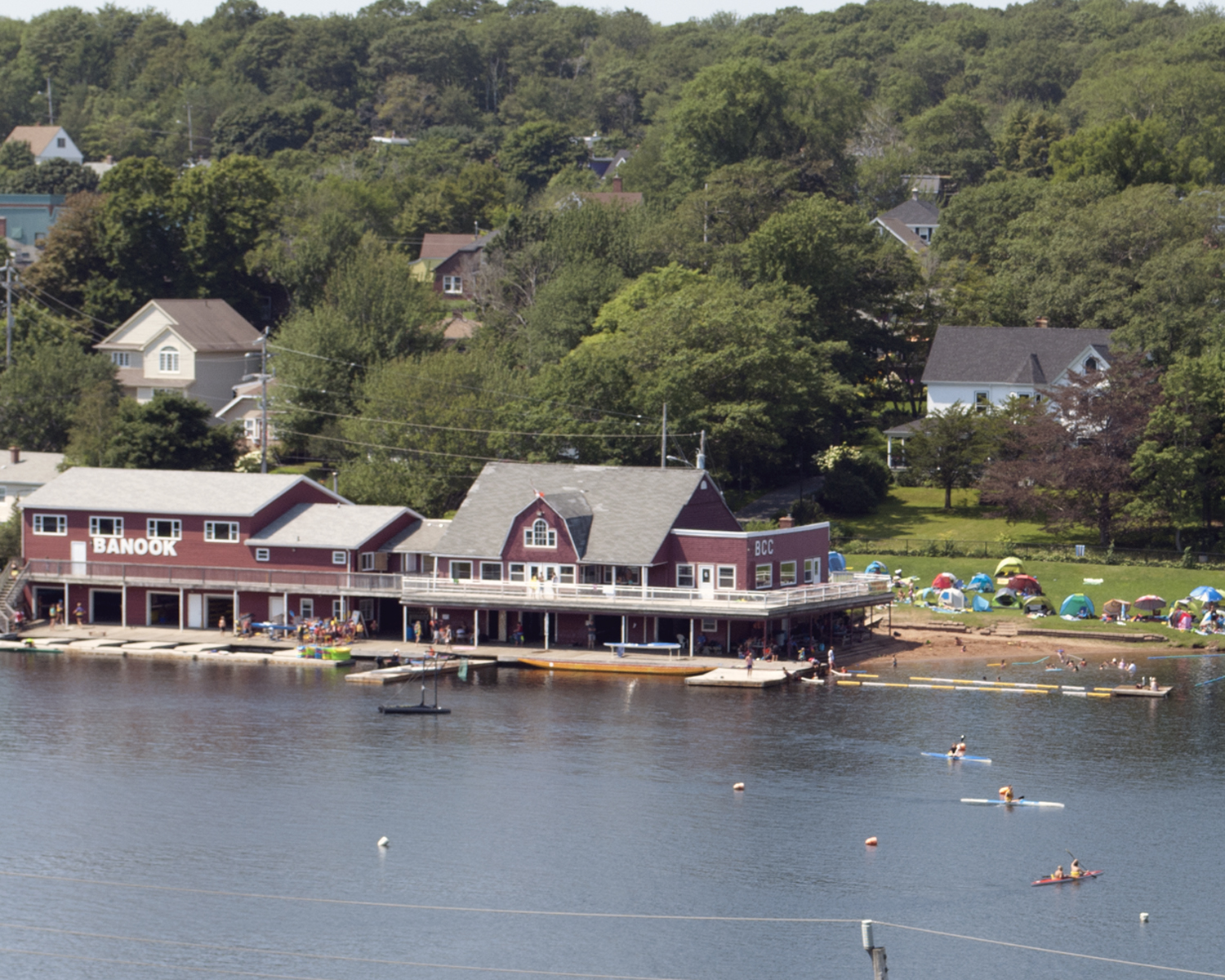
Imagen del club de canoas del Lago Banook. El piragüismo es un deporte de gran relevancia en Dartmouth. El Lago Banook ha sido sede de varias ediciones del Campeonato Mundial de Piragüismo en sus diferentes modalidades.

La ciudad no era sólo una ciudad dormitorio de Halifax, sino que también tenía su comercio e industrias propias, incluyendo la planta de Volvo Asamblea Halifax, y una planta de melaza que se remonta a los días del comercio triangular con las Indias Occidentales. Hoy en día, Dartmouth es la sede del distrito comercial de Dartmouth Crossing, así como las oficinas del gobierno federal, muchas de ellas ubicadas en el Queen Square en Alderney Drive.

## Neighbourhoods

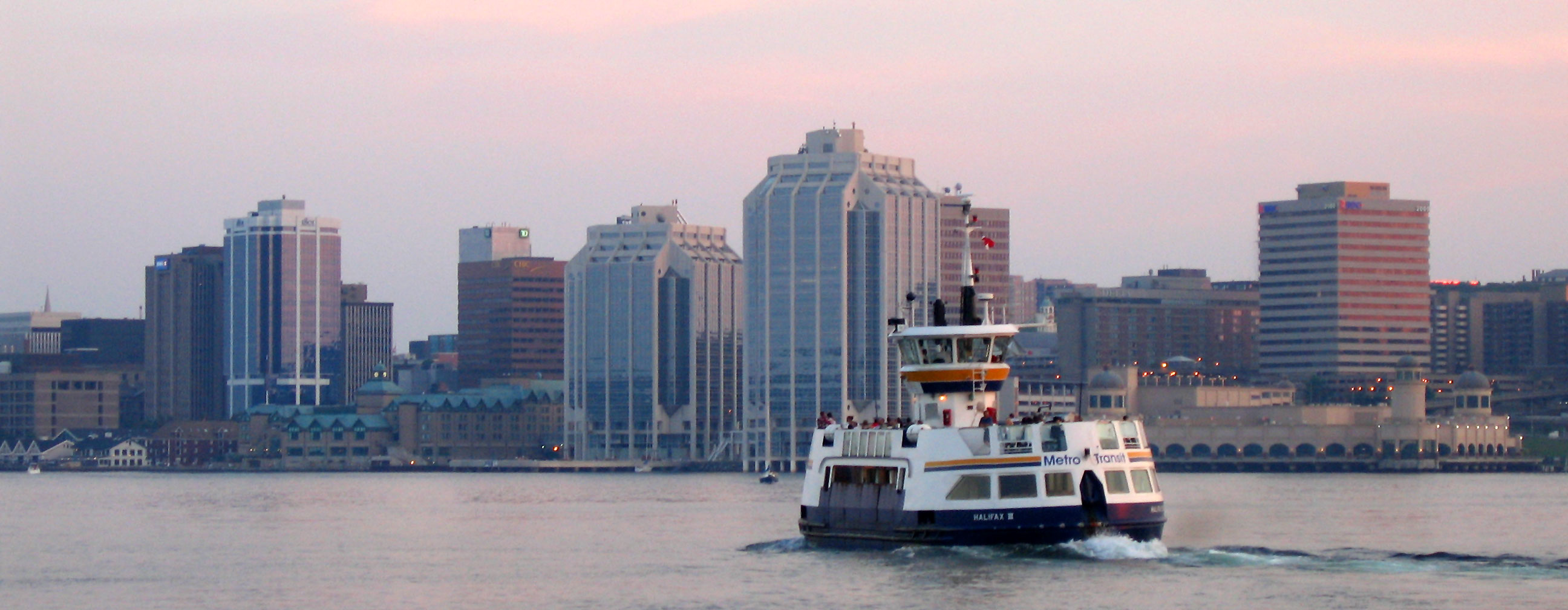
El skyline de Halifax y el ferry que cubre el trayecto con la ciudad vistos desde Dartmouth en 2007.

- Albro Lake
- Bel Ayr Park
- Brightwood
- Burnside
- Commodore Park
- Cranberry
- Crichton Park
- Crystal Heights
- Dartmouth Crossing
- Downtown Dartmouth
- Ellenvale
- Grahams Corner
- Greenough Settlement
- Harbourview
- Highfield Park
- Imperoyal
- Manor Park
- Montebello
- Nantucket
- Notting Park
- Port Wallace
- Portland Estates
- Portland Hills
- Russell Lake West
- Shannon Park
- Southdale
- Tam O'Shanter Ridge
- Tufts Cove
- Wallace Heights
- Westphal
- Wildwood Lake
- Woodlawn
- Woodside

## Demografía
Datos de población histórica de Dartmouth:
| Gráfica de evolución de Dartmouth entre 1762 y 2011 |
|                                                     |

## Patrimonio
La estructura más antigua de Dartmouth es la casa de William Ray, un cuáquero y tonelero de Nantucket que se estableció en Dartmouth en 1785-86 como ballenero. Se encuentra en el nº 59 de la calle Ochterloney y se cree que fue construida alrededor de 1785 o 1786. Actualmente es un museo, amueblado como una típica vivienda modesta de un comerciante de la época.
El primer ayuntamiento de Dartmouth fue construido a principios de 1960, pero en 2007 la Municipalidad de Halifax comunicó que el edificio iba a ser demolido, siendo reconvertida su ubicación en zona verde.